# 정준 (프로게이머)
정준(1983년 10월 29일 ~ )은 대한민국의 전직 던전앤파이터 프로게이머, 현직 게임 해설자이다.
2010년 게임해설자로 전향하였으며 이후 온게임넷의 던전앤파이터 리그와 카트라이더 리그의 해설을 담당했다.
2014년부터 SPOTV 게임즈의 액션토너먼트 리그와 카트라이더 리그 해설을 맡고있다.

## 수상 경력
- 2차 투니스컵 던전 앤 파이터 리그 단체전 우승
- 3차 신한은행컵 던전 앤 파이터 리그 단체전 준우승
- 4차 신한은행컵 던전 앤 파이터 리그 단체전 3위
- 5차 신한은행컵 던전 앤 파이터 리그 단체전 3위
- 6차 G마켓컵 던전 앤 파이터 리그 단체전 챌린지어택

## 해설 경력
- 액션토너먼트 리그 해설
- 2014~2023: 카트라이더 리그 해설